# پپلو ویدال
پپلو ویدال (انگلیسی: Pepelu Vidal؛ زادهٔ ۲۷ اوت ۱۹۹۵) بازیکن فوتبال اهل اسپانیا است.
از باشگاه‌هایی که در آن بازی کرده‌است می‌توان به باشگاه فوتبال رئال بتیس اشاره کرد.